# Campeonato Brasileiro de Futebol de 2001 - Série B
O Campeonato Brasileiro da Série B de 2001 foi a 20.ª edição da competição equivalente à segunda divisão do futebol do Brasil e contou com 28 participantes. Subiram para a Campeonato Brasileiro de Futebol de 2002: o Paysandu do Pará e o Figueirense de Santa Catarina. Cairam para a Série C de 2002: Tuna Luso, Sergipe, Desportiva Ferroviária, ABC, Nacional-AM e Serra.

## Fórmula de disputa
A Série B de 2001 teve a participação de 28 equipes.
- As equipes foram divididas regionalmente em dois grupos, nos quais jogavam em turno e returno dentro deles. As quatro melhores equipes de cada grupo se classificavam para as quartas-de-final, onde se enfrentavam no "sistema olímpico".

- Os quatro classificados diputam a Fase Final em um quadrangular com jogos de ida e volta. Os dois primeiros colocados garantiam acesso para a Série A em 2002.

- As duas últimas equipes de cada grupo são rebaixadas à Série C em 2002. As equipes que terminarem na 11º e 12º de cada grupo, jogam uma repescagem, no sistema de cruzamento, cujos perdedores também serão rebaixados.

## Influências políticas
Devido ao Campeonato Brasileiro ter se transformado em Copa João Havelange, durante um ano, em 2000, tendo sua forma de disputa modificada, era de se presumir que em 2001 a composição das séries A, B e C 2001 respeitariam o resultado final de 1999, bem como seus respectivos rebaixamentos e ascensões. Porém diversos lobbys políticos estaduais fizeram com que esta composição fosse um tanto diferente, com clubes que estavam na série C dois anos antes, e foram mal na João Havelange, no ano anterior, conseguindo assegurar a participação nesta competição.
No quadrangular decisivo pelo acesso, Paysandu e Figueirense levaram a melhor e conquistaram o acesso para a Série A de 2002. No entanto, o jogo decisivo entre Figueirense e Caxias, que estava 1x0 para os donos da casa, foi paralisado aos 41 do segundo tempo em função de invasão da torcida catarinense ao gramado. Sem condições de continuar, o árbitro encerrou e o jogo foi anulado. Entretanto, nos tribunais, após um longo embróglio, o Figueirense conseguiu validar o gol da partida anulada e assim conquistar o acesso.

## Classificação
| GRUPO A | GRUPO A          | GRUPO A | GRUPO A | GRUPO A | GRUPO A | GRUPO A | GRUPO A | GRUPO A | GRUPO A |
| Time | Time             | PG      | J       | V       | E       | D       | GP      | GC      | S       |
| --- | ---------------- | ------- | ------- | ------- | ------- | ------- | ------- | ------- | ------- |
| 1 | Paysandu         | 47      | 26      | 12      | 11      | 3       | 44      | 26      | 18      |
| 2 | Ceará            | 41      | 26      | 12      | 5       | 9       | 50      | 36      | 14      |
| 3 | Náutico          | 41      | 26      | 12      | 5       | 9       | 44      | 38      | 6       |
| 4 | CRB              | 41      | 26      | 12      | 5       | 9       | 35      | 36      | -1      |
| 5 | Fortaleza        | 40      | 26      | 11      | 7       | 8       | 40      | 24      | 16      |
| 6 | São Raimundo-AM  | 38      | 26      | 11      | 5       | 10      | 36      | 37      | -1      |
| 7 | América de Natal | 38      | 26      | 9       | 11      | 6       | 32      | 30      | 2       |
| 8 | Anapolina        | 34      | 26      | 10      | 4       | 12      | 45      | 47      | -2      |
| 9 | Remo             | 32      | 26      | 9       | 5       | 12      | 33      | 39      | -6      |
| 10 | Sampaio Corrêa   | 32      | 26      | 9       | 5       | 12      | 32      | 42      | -10     |
| 11 | Sergipe          | 32      | 26      | 8       | 8       | 10      | 38      | 41      | -3      |
| 12 | Tuna Luso        | 30      | 26      | 8       | 6       | 12      | 36      | 45      | -9      |
| 13 | ABC              | 29      | 26      | 7       | 8       | 11      | 33      | 41      | -8      |
| 14 | Nacional-AM      | 25      | 26      | 6       | 7       | 13      | 30      | 47      | -17     |
| PG – Pontos ganhos; J – Jogos; V - Vitórias; E - Empates; D - Derrotas; GP – Gols pró; GC – Gols contra; SG – Saldo de gols |                  |         |         |         |         |         |         |         |         |

|  |                                        |
|  | Classificados para as Quartas-de-Final |
|  | Permanecem na Série B em 2002          |
|  | Disputam a repescagem do rebaixamento  |
|  | Rebaixados à Série C de 2002           |

| GRUPO B | GRUPO B                | GRUPO B | GRUPO B | GRUPO B | GRUPO B | GRUPO B | GRUPO B | GRUPO B | GRUPO B |
| Time | Time                   | PG      | J       | V       | E       | D       | GP      | GC      | S       |
| --- | ---------------------- | ------- | ------- | ------- | ------- | ------- | ------- | ------- | ------- |
| 1 | Caxias                 | 46      | 26      | 13      | 7       | 6       | 44      | 35      | 9       |
| 2 | Figueirense            | 42      | 26      | 13      | 3       | 10      | 50      | 38      | 12      |
| 3 | Avaí                   | 42      | 26      | 12      | 6       | 8       | 36      | 31      | 5       |
| 4 | União São João         | 41      | 26      | 11      | 8       | 7       | 45      | 31      | 14      |
| 5 | Joinville              | 41      | 26      | 11      | 8       | 7       | 39      | 26      | 13      |
| 6 | Londrina               | 37      | 26      | 10      | 7       | 9       | 45      | 36      | 9       |
| 7 | Vila Nova              | 37      | 26      | 12      | 1       | 13      | 43      | 44      | -1      |
| 8 | Americano              | 37      | 26      | 11      | 4       | 11      | 32      | 36      | -4      |
| 9 | Bragantino             | 35      | 26      | 11      | 2       | 13      | 40      | 43      | -3      |
| 10 | XV de Piracicaba*      | 33      | 26      | 12      | 2       | 12      | 39      | 45      | -6      |
| 11 | Malutrom               | 32      | 26      | 9       | 5       | 12      | 32      | 37      | -5      |
| 12 | Criciúma               | 30      | 26      | 8       | 6       | 12      | 35      | 40      | -5      |
| 13 | Desportiva Ferroviária | 29      | 26      | 8       | 5       | 13      | 26      | 48      | -22     |
| 14 | Serra                  | 24      | 26      | 6       | 6       | 14      | 33      | 48      | -15     |
| PG – Pontos ganhos; J – Jogos; V - Vitórias; E - Empates; D - Derrotas; GP – Gols pró; GC – Gols contra; SG – Saldo de gols |                        |         |         |         |         |         |         |         |         |

|  |                                        |
|  | Classificados para as Quartas-de-Final |
|  | Permanecem na Série B em 2002          |
|  | Disputam a repescagem do rebaixamento  |
|  | Rebaixados à Série C de 2002           |

## Repescagem do Rebaixamento
Jogos de Ida
| Quinta-feira, 17 de dezembro | Tuna Luso | 1 – 0 | Malutrom | Baenão, Belém |
| 20:30                        |           |       |          |               |

| Quinta-feira, 17 de dezembro | Criciúma | 3 – 1 | Sergipe | Heriberto Hülse, Criciúma |
| 20:30                        |          |       |         |                           |

Jogos de Volta
| Domingo, 30 de dezembro | Malutrom | 2 – 0 | Tuna Luso | Pinhão, São José dos Pinhais |
| 16:00                   |          |       |           |                              |

| Domingo, 30 de dezembro | Sergipe | 0 – 0 | Criciúma | Batistão, Aracaju |
| 16:00                   |         |       |          |                   |

- Malutrom e Criciúma garantiram a permanência na Série B em 2002, enquanto Tuna Luso e Sergipe foram rebaixados para a Série C de 2002.

## Quartas de Final
Jogos de Ida
| Terça-feira, 27 de novembro | União São João | 0 – 0 | Paysandu | Hermínio Ometto, Araras |
| 20:30                       |                |       |          |                         |

| Terça-feira, 27 de novembro | Náutico | 2 – 1 | Figueirense | Aflitos, Recife |
| 20:30                       |         |       |             |                 |

| Terça-feira, 27 de novembro | Avaí | 2 – 0 | Ceará | Ressacada, Florianópolis |
| 21:00                       |      |       |       |                          |

| Terça-feira, 27 de novembro | CRB | 3 – 0 | Caxias | Rei Pelé, Maceió |
| 20:30                       |     |       |        |                  |

Jogos de Volta
| Sexta-feira, 30 de novembro | Paysandu | 0 – 0 | União São João | Curuzu, Belém |
| 20:30                       |          |       |                |               |

| Sexta-feira, 30 de novembro | Figueirense | 2 – 1 | Náutico | Orlando Scarpelli, Florianópolis |
| 20:30                       |             |       |         |                                  |

| Sexta-feira, 30 de novembro | Ceará | 2 – 3 | Avaí | Presidente Vargas, Fortaleza |
| 21:00                       |       |       |      |                              |

| Sexta-feira, 30 de novembro | Caxias | 3 – 0 | CRB | Centenário, Caxias do Sul |
| 17:00                       |        |       |     |                           |

- Paysandu, Figueirense e Caxias classificaram-se para a Fase Final por terem feito melhor campanha na Primeira Fase.

## Grupo Final
| Classificação | Classificação | Classificação | Classificação | Classificação | Classificação | Classificação | Classificação | Classificação | Classificação |
| Time | Time          | PG            | J             | V             | E             | D             | GP            | GC            | SG            |
| --- | ------------- | ------------- | ------------- | ------------- | ------------- | ------------- | ------------- | ------------- | ------------- |
| 1 | Paysandu      | 9             | 6             | 2             | 3             | 1             | 16            | 10            | 6             |
| 2 | Figueirense   | 9             | 6             | 2             | 3             | 1             | 8             | 8             | 0             |
| 3 | Caxias        | 6             | 6             | 1             | 3             | 2             | 6             | 7             | -1            |
| 4 | Avaí          | 6             | 6             | 1             | 3             | 2             | 8             | 13            | -5            |
| PG – Pontos ganhos; J – Jogos; V - Vitórias; E - Empates; D - Derrotas; GP – Gols pró; GC – Gols contra; SG – Saldo de gols |               |               |               |               |               |               |               |               |               |

| Avaí        | –     | 1 – 0     | 2 – 2 | 3 – 3 |
| Caxias      | 2 – 2 | –         | 0 – 0 | 4 – 3 |
| Figueirense | 2 – 0 | 1 – 0 [1] | –     | 3 – 3 |
| Paysandu    | 4 – 0 | 0 – 0     | 3 – 0 | –     |

|  |                                                                         |
|  | Campeão e Promovido para o Campeonato Brasileiro de 2002 - Série A      |
|  | Vice-Campeão e Promovido para o Campeonato Brasileiro de 2002 - Série A |

[1] ^ Jogo encerrado aos 45' do 2º tempo após invasão da torcida do Figueirense, quando havia ainda 3 minutos a serem jogados. O STJD da CBF julgou e decidiu manter a vitória para o clube catarinense.

## Campeão
| Campeão Brasileiro de 2001 (Série B) |
| Pará                                 |
| ------------------------------------ |
| Paysandu Sport Club (2º título)      |

## Classificação Final
[carece de fontes?]
| Pos | Equipes                | Pts | J  | V  | E  | D  | GP | GC | SG  | Classificação ou rebaixamento |
| --- | ---------------------- | --- | -- | -- | -- | -- | -- | -- | --- | ----------------------------- |
| 1   | Paysandu               | 59  | 34 | 14 | 16 | 4  | 60 | 36 | 24  | Promovidos à Série A de 2002  |
| 2   | Figueirense            | 54  | 34 | 16 | 6  | 12 | 61 | 49 | 12  | Promovidos à Série A de 2002  |
| 3   | Caxias                 | 55  | 34 | 15 | 10 | 9  | 53 | 45 | 8   |                               |
| 4   | Avaí                   | 54  | 34 | 15 | 9  | 10 | 49 | 46 | 3   |                               |
| 5   | Náutico                | 44  | 28 | 13 | 5  | 10 | 47 | 38 | 9   |                               |
| 6   | CRB                    | 44  | 28 | 13 | 5  | 10 | 38 | 39 | -1  |                               |
| 7   | União São João         | 43  | 28 | 11 | 9  | 8  | 45 | 31 | 14  |                               |
| 8   | Ceará                  | 41  | 28 | 12 | 5  | 11 | 52 | 41 | 11  |                               |
| 9   | Joinville              | 41  | 26 | 11 | 8  | 7  | 39 | 26 | 13  |                               |
| 10  | Fortaleza              | 40  | 26 | 11 | 7  | 8  | 40 | 27 | 13  |                               |
| 11  | São Raimundo-AM        | 38  | 26 | 11 | 5  | 10 | 36 | 37 | -1  |                               |
| 12  | América de Natal       | 38  | 26 | 9  | 11 | 6  | 32 | 30 | 2   |                               |
| 13  | Vila Nova              | 37  | 26 | 12 | 1  | 13 | 43 | 44 | -1  |                               |
| 14  | Americano              | 37  | 26 | 11 | 4  | 11 | 32 | 36 | -4  |                               |
| 15  | Londrina               | 37  | 26 | 10 | 7  | 9  | 45 | 36 | 9   |                               |
| 16  | Bragantino             | 35  | 26 | 11 | 2  | 13 | 40 | 43 | -3  |                               |
| 17  | Anapolina              | 34  | 26 | 10 | 4  | 12 | 45 | 47 | -2  |                               |
| 18  | XV de Piracicaba*      | 33  | 26 | 12 | 2  | 12 | 39 | 45 | -6  |                               |
| 19  | Remo                   | 32  | 26 | 9  | 5  | 12 | 33 | 39 | -7  |                               |
| 20  | Sampaio Corrêa         | 32  | 26 | 9  | 5  | 12 | 32 | 40 | -8  |                               |
| 21  | Malutrom               | 35  | 28 | 10 | 5  | 13 | 34 | 38 | -4  |                               |
| 22  | Criciúma               | 34  | 28 | 9  | 7  | 12 | 38 | 41 | -3  |                               |
| 23  | Tuna Luso              | 33  | 28 | 9  | 6  | 13 | 37 | 47 | -10 | Rebaixados à Série C de 2002  |
| 24  | Sergipe                | 32  | 28 | 8  | 9  | 11 | 39 | 44 | -5  | Rebaixados à Série C de 2002  |
| 25  | Desportiva Ferroviária | 29  | 26 | 8  | 5  | 13 | 26 | 48 | -22 | Rebaixados à Série C de 2002  |
| 26  | ABC                    | 29  | 26 | 7  | 8  | 11 | 33 | 41 | -8  | Rebaixados à Série C de 2002  |
| 27  | Nacional-AM            | 25  | 26 | 6  | 7  | 13 | 30 | 48 | -18 | Rebaixados à Série C de 2002  |
| 28  | Serra                  | 24  | 26 | 6  | 6  | 14 | 33 | 49 | -16 | Rebaixados à Série C de 2002  |

- O XV de Piracicaba perdeu 5 pontos por utilizar o jogador Nei Bala de forma irregular na partida contra o União São João, dia 09/09/2001 em Araras-SP